# Hoku-ao Vallis
L'Hoku-ao Vallis è una struttura geologica della superficie di Venere.